# Starý protestantský hřbitov v Macau
Starý protestantský hřbitov v Macau (čín. 基督教墳場; port. Cemitério Protestante) se nachází v čínské zvláštní správní oblasti Macao. Založen byl roku 1821 Britskou Východoindickou společností v tehdy portugalském Macau. Uzavřen byl roku 1858.
Je součástí Historického centra Macaa, zapsaného od roku 2005 na listinu světového dědictví UNESCO.
K význačným osobnostem, pohřbeným na hřbitově, patří misionář Robert Morrison.